# Hossein Golegolab
Hossein Golegolab (persiska: حسین گل‌گلاب), född 1895 i Teheran, Persien, död 1984, var lektor i medicin vid Teherans universitet, paniranist och författare till Irans inofficiella nationalsång Ey Iran ("O Iran").
Hossein Golegolab studerade juridik och statsvetenskap vid landets första universitet Dar al-Fonun. Han kom dock att utmärka sig inom medicin och botanik och anställdes som universitetslärare vid Teherans universitets medicinska fakultet. Han utnämndes till hedersmedlem av Akademien för persiskt språk och litteratur för sina insatser för persiska språket och kulturen.